# Attention to Detail
Pour les articles homonymes, voir ATD.
Attention to Detail (parfois abrégé ATD) était une entreprise britannique de développement de logiciels basée dans le comté de Warwickshire. Elle a existé durant 15 années ; depuis sa fondation en 1988 par cinq diplômés de l'Université de Birmingham jusqu'à sa liquidation durant l'été 2003. Elle est surtout connue pour avoir développé des jeux vidéo.

## Historique
Contrairement à d'autres compagnies créées à la même époque, Attention to Detail fut extrêmement silencieuse durant le boom des consoles 16-bit. Elle ne développa alors que Cybermorph (1993) et sa suite Battlemorph (1995) sur Jaguar. Il fallut attendre son premier succès, Rollcage, en 1999 pour qu'ATD sorte de l'ombre. Après avoir rejoint Geoff Brown Holdings en 1997, l'équipe de développement dut travailler sur le jeu vidéo officiel des Jeux olympiques de Sydney 2000 et de Salt Lake City 2002. Puis, ils développèrent d'autres jeux tels que Lego Racers 2 ou encore Drome Racers.
Bien que très connu pour ses jeux vidéo, la société développa aussi des utilitaires pour Windows comme Triever ou Q-Motion (un utilitaire de compression de vidéo).

## Jeux développés
- Night Shift (1990)
- Indiana Jones and The Fate of Atlantis: The Action Game (1992)
- Cybermorph (1993)
- Battlemorph (1995)
- Blue Lightning (1995)
- Blast Chamber (1996)
- The Incredible Hulk: The Pantheon Saga (1996)
- Rollcage (1999)
- Rollcage: Limited Edition (1999)
- Sydney 2000 (2000)
- Rollcage Stage II (2000)
- Ducati World (2001)
- Lego Racers 2 (2001)
- Salt Lake 2002 (2002)
- Firebugs (2002)
- Drome Racers (2002)